# Stephen Toulmin
Stephen Edelston Toulmin, född 25 mars 1922 i London, död 4 december 2009, var en brittisk filosof verksam i Storbritannien och USA, som främst är inriktad på etik, retorik, och vetenskapsteori. 
Han utvecklade i boken The Uses of Argument (1958) den så kallade Toulminmodellen, en argumentationsteori vars syfte är att tjäna som ett praktiskt redskap vid analys av retorik och kommunikation. Toulmin är mycket influerad av den österrikiske filosofen Ludwig Wittgenstein.
Med sin hustru June Goodfield har han även utgivit böcker i vetenskapshistoria, bland andra Materiens arkitektur, Universums byggnad och Människan upptäcker tiden, vilka utgivits på svenska.

## Biografi
Stephen Toulmin föddes 1922 i London som son till Geoffrey Edelson Toulmin och Doris Holman Toulmin. 1942 tog han Bachelor of Arts vid King’s College i Cambridge. Strax därefter anställdes han vid brittiska flygvapnet som forskare, och hade under en tid sin tjänst förlagd i Tyskland, men hämtades hem under krigsslutet. Han tog masterexamen och blev doktor i filosofi 1947 vid Cambridge University. I Cambridge studerade han för professor Ludwig Wittgenstein, vars framställning om relationen mellan bruket av och meningen med språket formade mycket av Toulmins egna arbeten. Faktum är att Toulmin i sin doktorsavhandling An Examination of the Place of Reason in Ethics överförde Wittgensteins teorier till sin analys av etiska argument.
Efter att ha utexaminerats från Cambridge, utnämndes han 1949 till universitetslektor i vetenskapsfilosofi vid Oxford University där han stannade till 1954, under vilket han skrev sin första bok, The Philosophy of Science: an Introduction (1953). Strax därefter blev han erbjuden en gästprofessur i vetenskapens filosofi och historia vid Melbourne University i Australien, där han stannade till 1955 då han återvände till England. 
Han blev samma år professor och prefekt vid filosofiska avdelningen vid University of Leeds, och förblev i den positionen till 1959. Under åren i Leeds gav han ut ett av sina mest betydelsefulla arbeten inom retoriken, The Uses of Argument (1958), som undersöker bristerna i den traditionella logiken. Fastän den fick ett ljumt mottagande i England och hånad som ”Toulmins antilogiska bok” av hans kollegor i Leeds, blev den rosad av retoriker i USA, där Toulmin anlitades som gästföreläsare vid New York, Stanford, och Columbia University 1959. 
Medan han befann sig i Staterna, introducerade Wayne Brockriede och Douglas Ehninger hans arbeten inför kommunikationsvetare, eftersom de funnit att hans verk erbjöd en god strukturell modell som kunde användas för att analysera och kritisera retoriska argument. Efter 1959 innehade Toulmin flera prestigefyllda akademiska poster vid ett antal universitet, inbegripet Columbia, Dartmouth, Michigan State, Northwestern, Stanford, och University of Chicago. För närvarande har Toulmin Henry R. Luces professur i multietniska och transnationella studier vid University of Southern California School of International Relations.
1960 återkom Toulmin till London som prefekt för den idéhistoriska institutionen vid Nuffield Foundation. Han reste dock tillbaka till USA, där han innehade flera olika poster. Under den tid han var verksam vid University of California, Santa Cruz gav Toulmin ut Human Understanding: The Collective Use and Evolution of Concepts (1972), vilken utreder orsaker och processer bakom begreppsliga omvändelser. I denna bok gör Toulmin en enastående jämförelse mellan begreppslig omvändelse och Darwins modell över biologisk evolution, för att framställa den begreppsliga omvändelsen som en evolutionär process. 
1973, under det att han var professor vid kommittén för samhällsvetenskap (Committee on Social Thought) vid University of Chicago, samarbetade han med historikern Alan Janik i verket Wittgenstein’s Vienna, vilken lade fram en revolutionerande tes där historicitetens betydelse i den mänskliga förståelsen understryks. I motsats till flera filosofer som förfäktade en absolut sanning i enlighet med Platons idealiserade formella logik, visade Toulmin att sanning kan ha en relativ kvalitet, betingad av dess historiska och kulturella kontext. 
Från 1975 till 1978 arbetade han med National Commission for the Protection of Human Subjects of Biomedical and Behavioral Research, som grundats av USA:s kongress. Under denna tid samarbetade han med Albert R. Jonsen i boken The Abuse of Casuistry: A History of Moral Reasoning (1988), i vilken de demonstrerar sätt att lösa konfliktartade etiska processer. 
I ett av hans senare verk, Cosmopolis: The Hidden Agenda of Modernity (1990), som tillkom under tiden Toulmin hade Avalon Foundations professur i humaniora vid Northwestern University, kritiserar Toulmin särskilt den praktiska betydelsen av och urvattnade moralen som genomsyrar den moderna vetenskapen.

## Toulminmodellen
I "The uses of argument" (1958) presenterar Toulmin en argumentationsmodell. Modellen beskriver hur ett argument kan byggas upp, och relationen mellan ett argument och dess olika beståndsdelar. Toulmin intresserade sig för argumentet som en språklig handling och modellen går ut på att fånga den argumentation man använder i praktiken, där det kan uppstå invändningar och frågor. Toulminmodellen kan ses som en sammansmältning eller vidareutveckling av syllogismen och enthymemet.
Modellen är uppdelat i sex element eller funktioner, varav tre är obligatoriska och tre är fakultativa. De tre obligatoriska skapar grundmodellen och med de tre fakultativa funktionerna skapas den utvidgade modellen. Grundmodellen består av ett påstående (P), en grund (G) och en garant (Ga). I den utvidgade modellen lägger man till de tre funktionerna styrkemarkör (S), villkor (V) och understöd (U). 
Påståendet (claim) är det överordnade elementet. Det är sändarens synpunkt som han vill få samtycke till och den fastställs av de andra funktionerna. 
Grunden (datum) är det direkta stödet för P, som görs genom upplysningar eller fakta. Innehållet i G måste vara enklare för mottagaren att acceptera än P.  
Garant (warrant) är till så mottagaren kan acceptera P med G som grund. Ga är oftast normer, regler eller grundhållningar som är gemensamma mellan sändaren och mottagaren. 

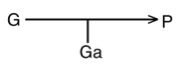
Grundmodell

Styrkemarkör (qualifier) visar graden av styrka eller säkerhet i P, på grundval av Ga. Denna funktion kan antingen vara försvagande eller stärkande och uttrycks genom modala satsadverbial, som till exempel "förmodligen".
Villkor (rebuttal) hänger ihop med S, och bemöter eventuella invändningar mottagaren kan ha. Funktionen innehåller de betingelser som frågesätter Ga:s auktoritet. 
Understöd (backing) är till för att konkretisera eller underbygga Ga därsom den inte skulle bli automatiskt accepterat av mottagaren. Till exempel med precis dokumentation eller en lag. 

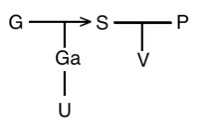
Utvidgad modell

Varje funktion kan presenteras i ett schema. Pilen vill alltid peka mot påståendet, även om argumentet har en annan form, eftersom det alltid är påståendet man söker. I schemat för grundmodellen vill varje funktion vara uttryckt, men i verkligheten vill en av dem vara implicita. Oftast är detta garanten, men det kan även vara grunden eller påståendet, dok är det mer sällsynt. 
I utgångspunkten skapade inte Toulmin denna modell för att analysera retorisk argumentation. Däremot var det först inom retoriken den blev accepterad. Eftersom Toulmin ser på argumentation som en aktivitet, och eftersom det viktiga för en talare är vad vi gör med våra skäl, är modellen retorisk intressant.

### Fotnoter
1. 1 2  Encyclopædia Britannica, Encyclopædia Britannica Online-ID: biography/Stephen-Edelston-Toulmintopic/Britannica-Online, läst: 9 oktober 2017.[källa från Wikidata]
2. 1 2  SNAC, SNAC Ark-ID: w6031gx4, läs online, läst: 9 oktober 2017.[källa från Wikidata]
3. ↑  Brockhaus Enzyklopädie, Brockhaus Enzyklopädie-ID: toulmin-stephen-edelston, läst: 9 oktober 2017.[källa från Wikidata]
4. ↑  läs online, www.oxfordreference.com .[källa från Wikidata]
5. ↑  läs online, The New York Times .[källa från Wikidata]
6. ↑  läs online, www.giffordlectures.org .[källa från Wikidata]
7. ↑  läs online, Taylor & Francis .[källa från Wikidata]
8. ↑  läs online, Taylor & Francis .[källa från Wikidata]
9. ↑  läs online, Taylor & Francis .[källa från Wikidata]
10. ↑  läs online, The Guardian .[källa från Wikidata]
11. ↑  Guggenheim Fellows-databasen, Guggenheim fellow-ID: stephen-e-toulmin.[källa från Wikidata]
12. ↑  ”USC News”. Arkiverad från originalet den 21 september 2017. https://web.archive.org/web/20170921002941/http://news.usc.edu/30124/In-Memoriam-Stephen-E-Toulmin-87/. Läst 21 september 2017.
13. ↑  Jorgensen, Charlotte; Onsberg, Merete (2008). Praktisk argumentation. Grunbok i argumentation. Retorikförlaget
14. ↑  Kjeldsen, Jens (2008). Retorik i dag. Introduktion till modern retorik. Studentlitteratur
15. ↑  Hellspong, Lennart (2008). Konsten att tala. Handbok i praktisk retorik. Studentlitteratur